# Сан Чиприано Пичентино
Сан Чиприа̀но Пичентѝно (на италиански: San Cipriano Picentino) е градче и община в Южна Италия, провинция Салерно, регион Кампания. Разположено е на 365 m надморска височина. Населението на общината е 6721 души (към 2010 г.).